# Hyak (település)
Hyak az Amerikai Egyesült Államok északnyugati részén, Washington állam Kittitas megyéjében elhelyezkedő önkormányzat nélküli település, Snoqualmie Pass része.
Az 1915 körül alapított település neve chinook nyelven sietést jelent.

## Fordítás
Ez a szócikk részben vagy egészben  a   Hyak, Washington című angol Wikipédia-szócikk ezen változatának fordításán alapul.  Az eredeti cikk szerkesztőit annak laptörténete sorolja fel. Ez a jelzés csupán a megfogalmazás eredetét és a szerzői jogokat jelzi, nem szolgál a cikkben szereplő információk forrásmegjelöléseként.